# Cybister
Cybister là một chi bọ cánh cứng trong họ Dytiscidae bản địa của Cựu Thế giới, Bắc Mỹ, và Úc. Có khoảng 80 loài trong chi này (Kalnins, 1999).

## Hình ảnh

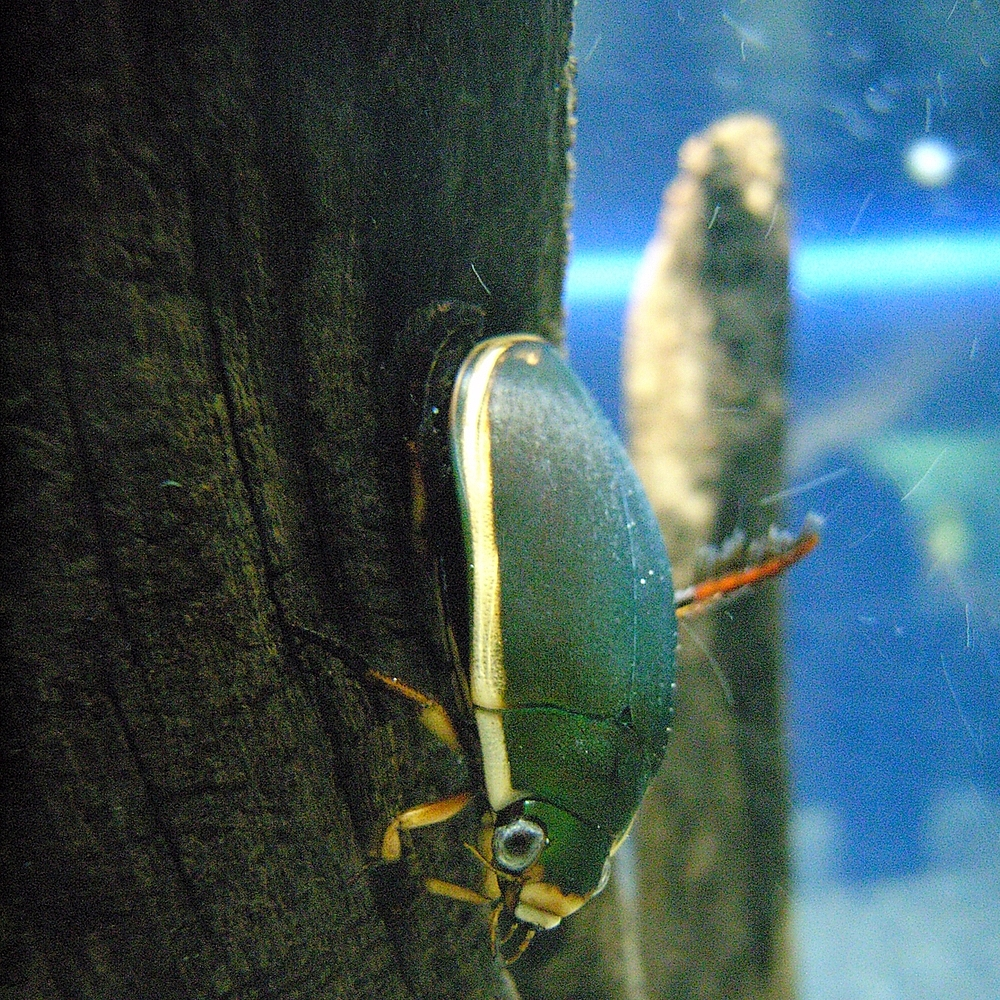
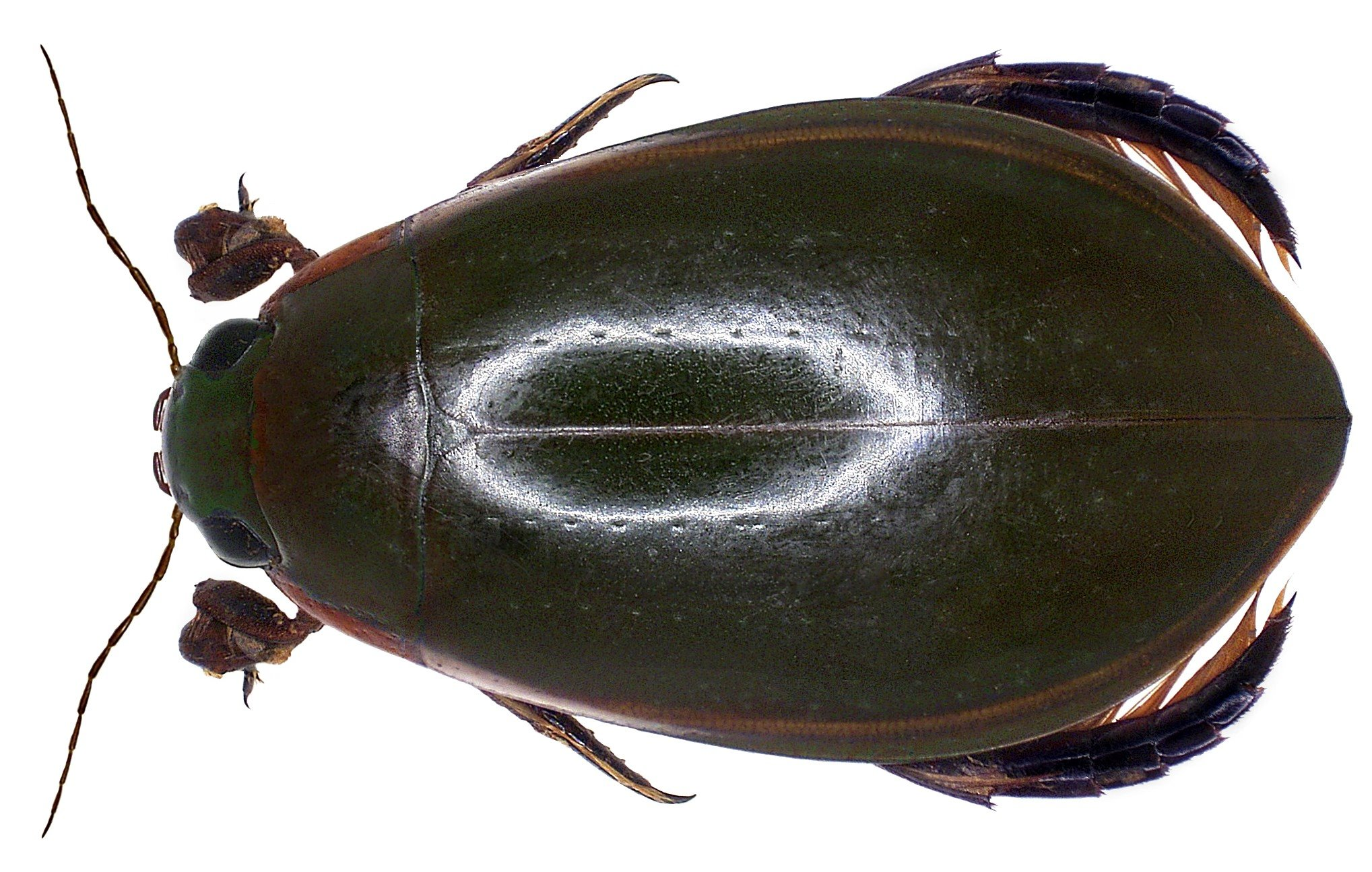
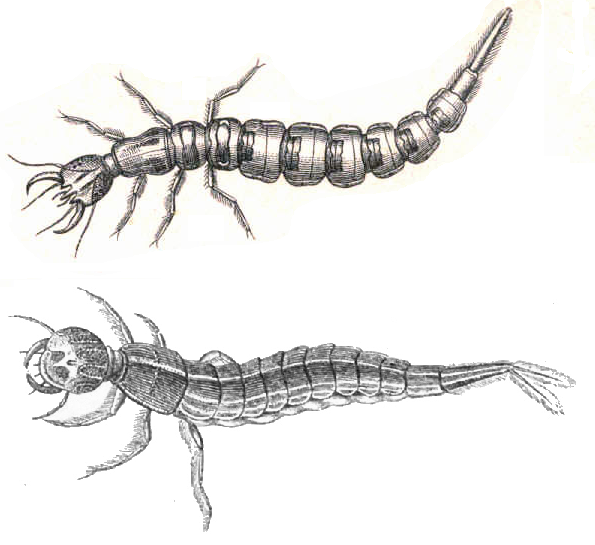
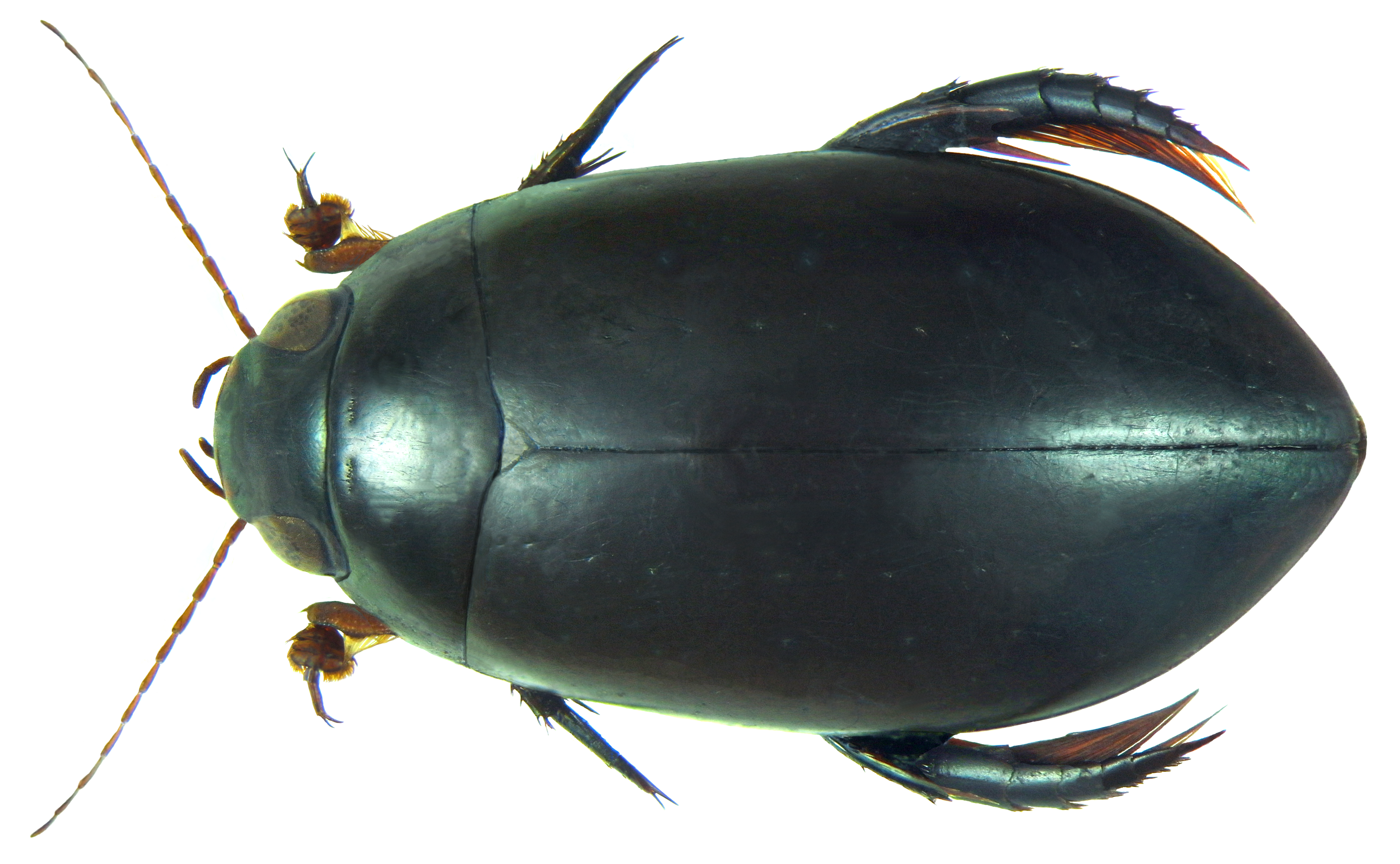